# 툰자강

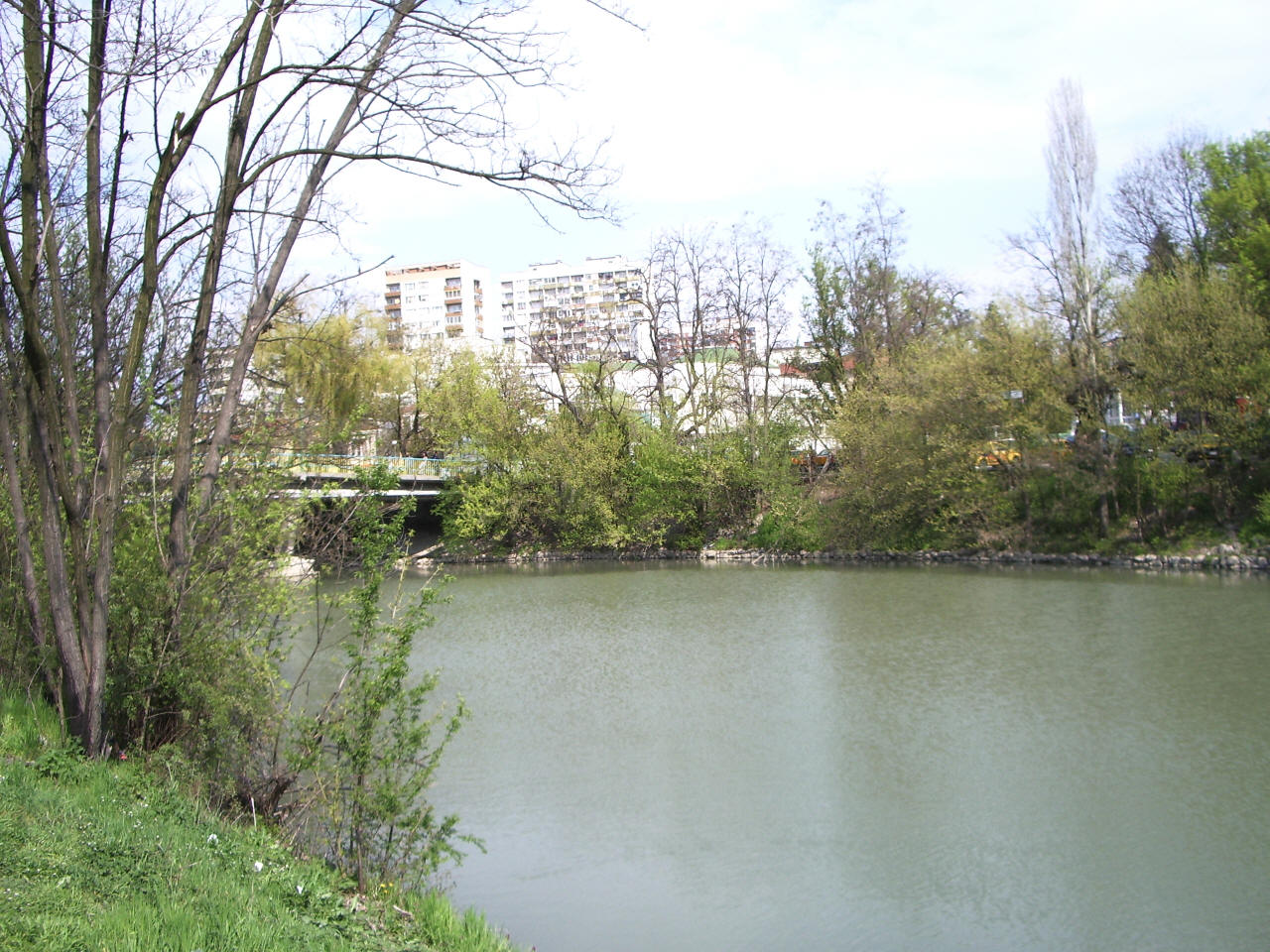
강의 모습

툰자강(불가리아어: Тунджа)은 불가리아와 튀르키예의 강으로서 마리차강의 지류이다.
스타라 플라이나 고원 중앙부에서 발원하는 강은 동쪽으로 흐러가다가 얌볼 지역에서 급격히 남쪽으로 선회한다. 총 50여 개에 달하는 작고 굵직한 지류가 있으며 주요 도시로는 칼로페르와 얌볼, 엘호보가 있다.